# Annika Duckmark
Annika Duckmark, född 17 september 1971 i Borås, utsågs till Fröken Sverige 1996 och representerade senare Sverige i Miss Universum i Las Vegas där hon placerade sig i topp 10. Hon har även varit programledare för Lotto från 2000 till 2010.
Duckmark har sonen Justin med Mattias Emretzon, som hon var tillsammans med till 2015. Sedan 2022 är hon gift med Fredrik Matseng. Tidigare var hon tillsammans med Tomas Brolin 2000–2006.